# Škoda-Sanos 200Tr
Škoda-Sanos 200Tr (także Škoda-Sanos S 200) – typ dwuczłonowego trolejbusu, który wytwarzany był w latach 80. XX wieku przy współpracy czechosłowackich zakładów Škoda Ostrov i jugosłowiańskich FAS 11. Oktromwri Skopje.

## Dostawy
W latach 1982–1987 wyprodukowano łącznie 77 trolejbusów Škoda-Sanos 200Tr.
| Państwo        | Miasto            | Lata dostaw    | Liczba | Numery taborowe | Uwagi                              |             |
| -------------- | ----------------- | -------------- | ------ | --------------- | ---------------------------------- | ----------- |
| Czechosłowacja | Bratysława        | 1985           | 20     | 6501–6520       |                                    | [ 1 ] [ 2 ] |
| Czechosłowacja | Ostrawa           | 1986           | 2      | 3501, 3502      |                                    | [ 1 ] [ 3 ] |
| Czechosłowacja | Preszów           | 1986           | 3      | 66–68           |                                    | [ 1 ] [ 4 ] |
| Czechosłowacja | Zlín i Otrokovice | 1982–1987      | 29     | patrz niżej     | 70 – drugi prototyp                | [ 5 ] [ 6 ] |
| Jugosławia     | Belgrad           | 1982           | 1      | ?               | pierwszy prototyp                  | [ 7 ] [ 8 ] |
| Jugosławia     | Sarajewo          | 1983–1987      | 21     | 500–522         | nr 505 i 520 nie obsadzono         | [ 7 ]       |
| ZSRR           | Moskwa            | 1986           | 1      | 0007            | pierwotnie przeznaczony dla Skopje | [ 5 ]       |
| Łączna liczba: | Łączna liczba:    | Łączna liczba: | 77     |                 |                                    |             |

Numery taborowe
- Zlín i Otrokovice: 21, 23, 27–33, 36, 38–40, 59–61, 64, 67, 70–80.

Na terenie dawnej Czechosłowacji ostatni trolejbus typu 200Tr zakończył kursowanie w r 2001. Był to zlíński trolejbus nr 329, który obecnie jest pojazdem historycznym w Pardubicach.

## Pojazdy historyczne
- Bratysława (wóz nr 6505)
- Brno (w zbiorach Muzeum techniki zlíński trolejbus nr 301)
- Pardubice (zlíński trolejbus nr 329)

## Galeria

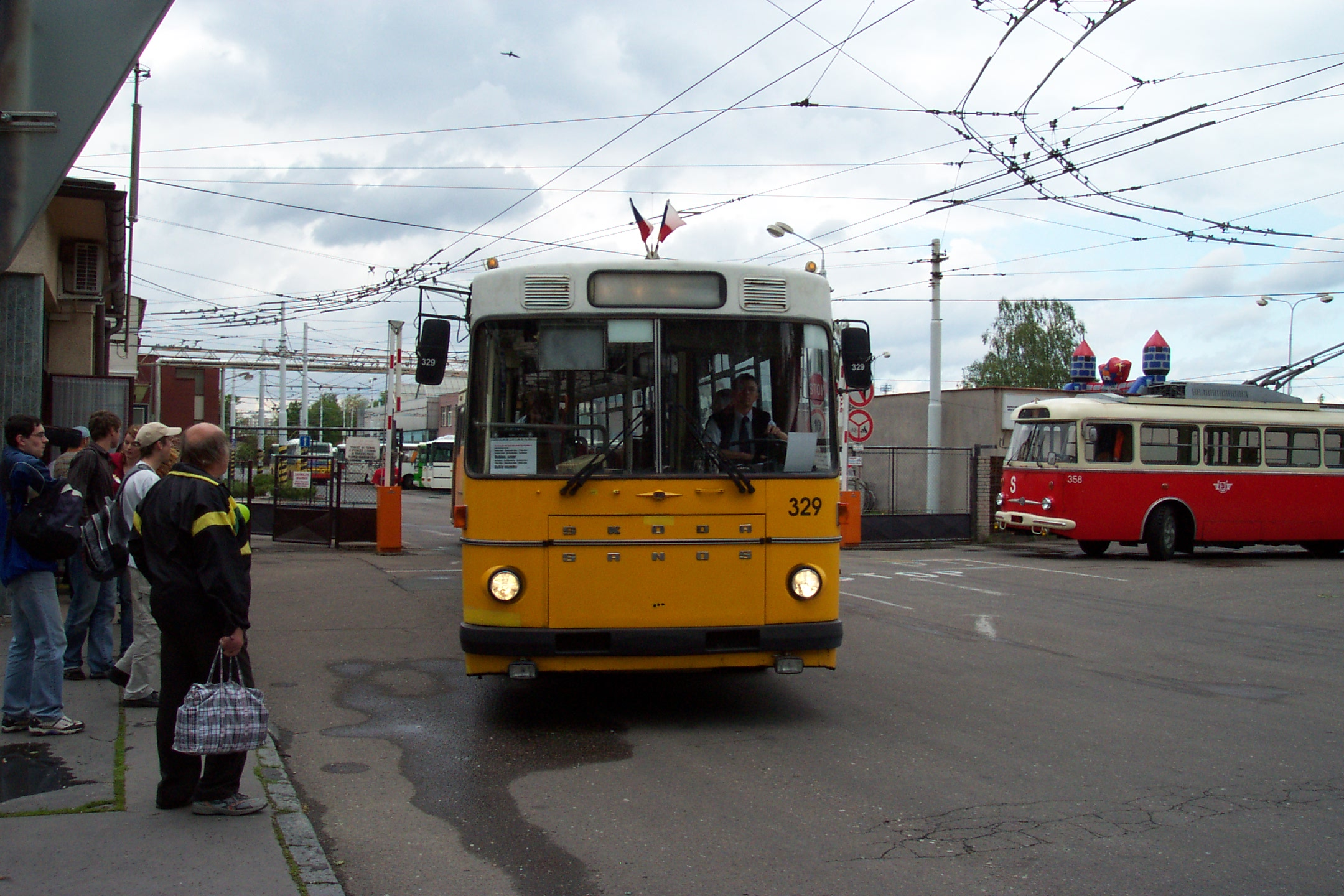
Pardubicki trolejbus Škoda-Sanos S200Tr
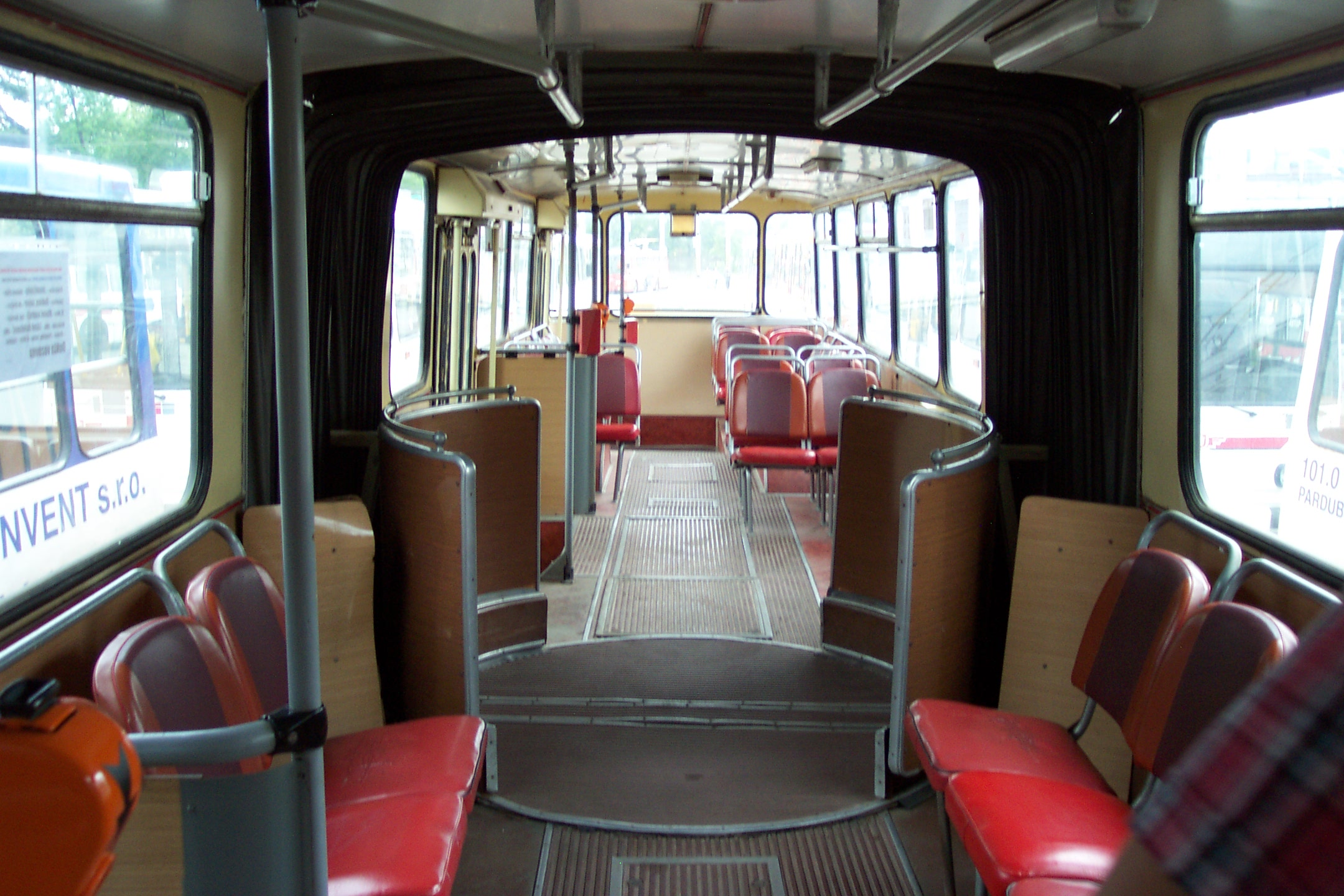
Wnętrze trolejbusu
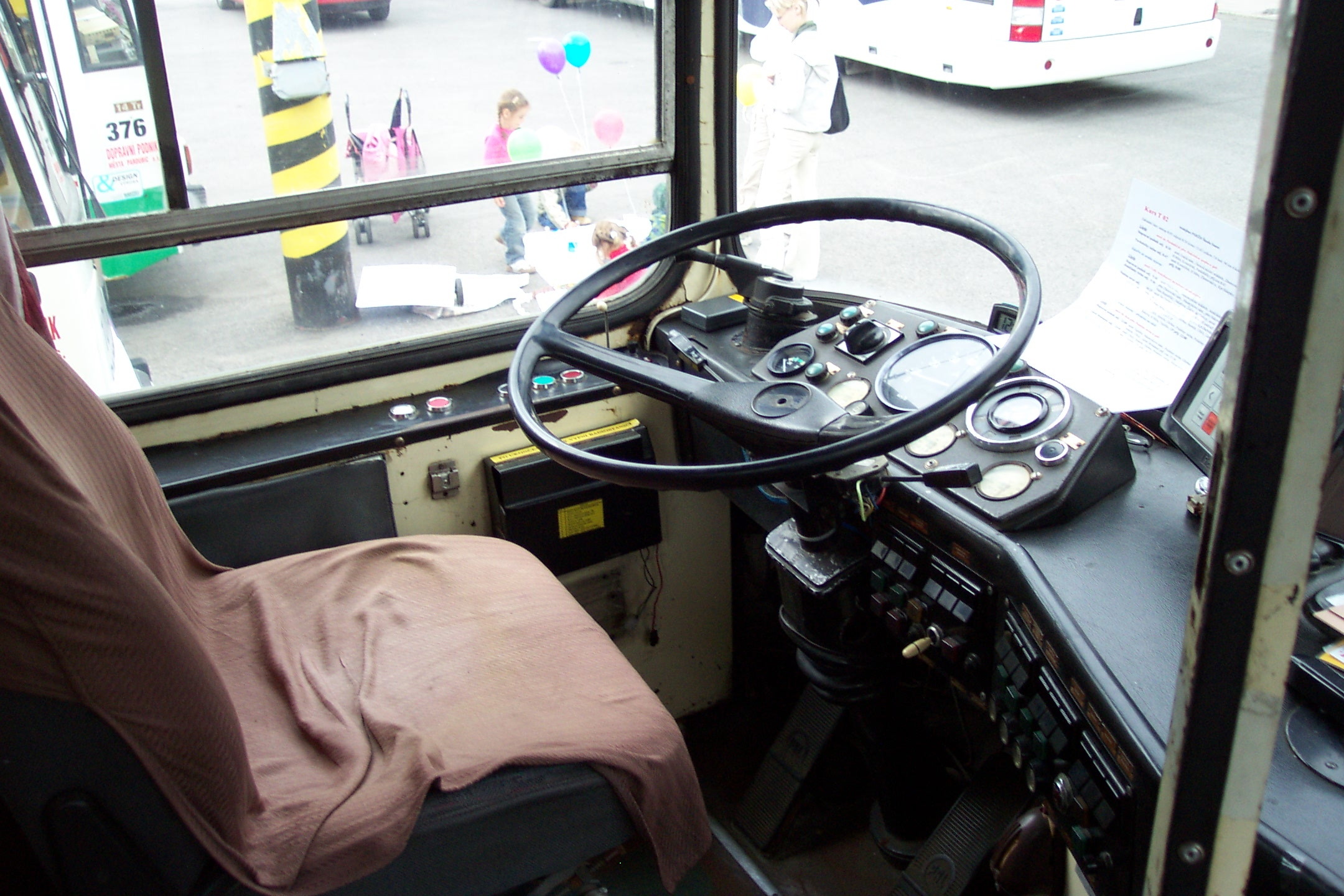
Panel kierowcy trolejbusu